# 34559 Aldossary
34559 Aldossary è un asteroide della fascia principale. Scoperto nel 2000, presenta un'orbita caratterizzata da un semiasse maggiore pari a 2,8063442 au e da un'eccentricità di 0,0356724, inclinata di 2,94293° rispetto all'eclittica.